# Kathriguppe, Chik Ballapur
Kathriguppe là một làng thuộc tehsil Chik Ballapur, huyện Kolar, bang Karnataka, Ấn Độ.